# Champion Magazine
Pour les articles homonymes, voir Champion (homonymie).
Champion Magazine est un magazine français semestriel, consacré au sport automobile et plus particulièrement à la Formule 1 et ses pilotes, dont trois numéros ont été publiés, de 2016 à 2017 en France, Belgique et Suisse.

## Historique

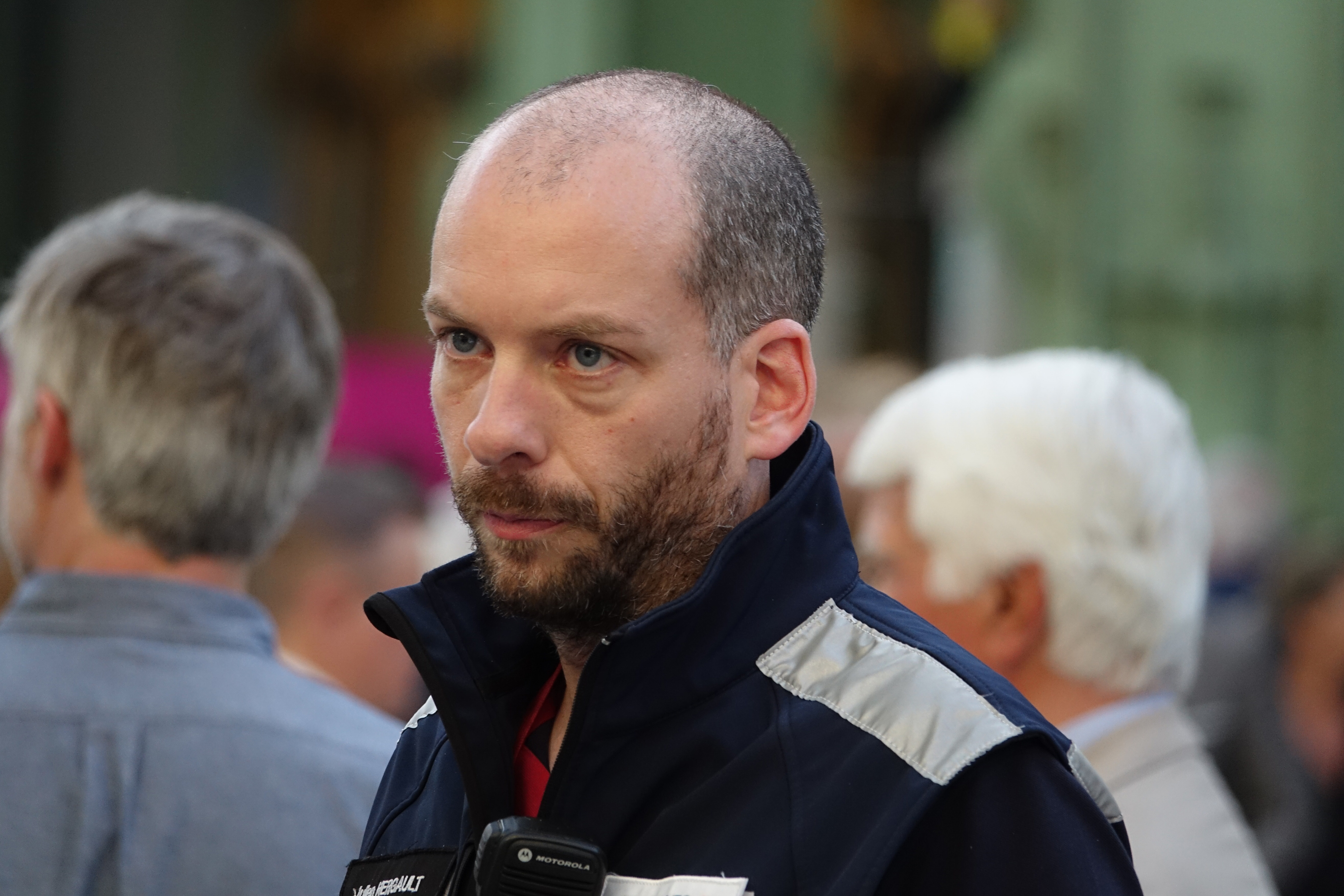
Julien Hergault, directeur de Champion Magazine

Crée en septembre 2015 par Julien Hergault, attaché de presse de Peter Auto, Champion Magazine paraît pour la première fois le 21 juin 2016.
Le magazine reprend le nom, le format demi-tabloïd (A4) et la typographie du titre « Champion » (avec un demi-cercle sur le "i") du mensuel consacré aux sports mécaniques automobiles et motos créé en 1966 par Jean Lucas (directeur de la publication, ancien pilote automobile, cofondateur du magazine Sport Auto) et José Rosinski (directeur de la rédaction), dont 99 numéros sont parus[réf. souhaitée] entre le 15 janvier 1966 et le 15 mars 1974.
En septembre 2017, le directeur de la rédaction annonce que le magazine rencontre des difficultés financières liées au manque de pages de publicité pour financer le projet et la parution du quatrième numéro est annulée[réf. souhaitée].

## Contenu
Champion Magazine traite de sport automobile, de la Formule 1 des années 1980 à 2000 en particulier.
Le magazine comporte des interviews de champions de la Formule 1, de pilotes ou copilotes de rallyes, des reportages sur la Nascar ou la catégorie Groupe A, et des entretiens avec des personnages du sport mécanique ayant contribué au rayonnement de leur discipline,.
Le magazine revient sur les moments forts de la carrière d'un pilote, sur l'aventure d'une écurie ou d'une monoplace de Formule 1, sur l'historique d'une catégorie de compétition ou encore sur la relation père et fils dans la compétition automobile,.

## Éditions
- 1er numéro :  Spécial F1 - Jean Alesi se livre comme jamais ! (paru le 21 juin 2016 - Été 2016)[7] ;
- 2e numéro : Il y a 25 ans - Michael Schumacher (paru le 23 novembre 2016 - Hiver 2016)[8] ;
- 3e numéro : Romain Grosjean - L'ombre et la lumière (paru le 16 mars 2017 - Printemps 2017)[9],[10].